# Holotrichia maxima
Holotrichia maxima är en skalbaggsart som beskrevs av Zhang 1964. Holotrichia maxima ingår i släktet Holotrichia och familjen Melolonthidae. Inga underarter finns listade i Catalogue of Life.